# Klon diabelski
Klon diabelski, klon kosmaty (Acer diabolicum Blume ex K.Koch) – gatunek drzewa z rodziny mydleńcowatych (Sapindaceae). W obrębie rodzaju klasyfikowany do sekcji Lithocarpa i serii Lithocarpa. Naturalnie występuje w górskich lasach Japonii. W Polsce można spotkać w arboretach w Rogowie i Przelewicach. Gatunek całkowicie mrozoodporny.

## Morfologia
PokrójDrzewo dorasta do 15–20 m wysokości. Posiada korę szarozieloną z regularnymi, poziomymi zgrubieniami. Drzewo posiada szeroką koronę.
LiścieLiście, które są 5-klapowe, są bardzo efektowne. Mają 10–15 cm szerokości. Z początku są obustronnie owłosione, później tylko z dołu. Jesienią liście przebarwiają się na różne kolory: fioletowy, czerwony, pomarańczowy lub żółty.
KwiatyKwiaty są rozdzielnopłciowe. Mają barwę żółtawą lub czerwonawą. Występują w zwisających, wiązkowatych kwiatostanach.
OwocOwocami są skrzydlaki o grubych, szczeciniasto-owłosionych, bardzo twardych orzeszkach. U nasady orzeszków widoczne są 2 stwardniałe wyrostki („rogi”) – stąd nazwa gatunku.